# Eugène Mannier
Pour les articles homonymes, voir Mannier.
Eugène Mannier, né le 28 avril 1811 à La Bassée dans le Nord et mort le 7 août 1895 à Paris, est un historien français. 

## Biographie
Il exerça la profession de notaire pendant de longues années, puis céda sa charge pour aller vivre à Paris ; membre correspondant de la Société des antiquaires de France pour le département du Nord, ainsi que de la Commission historique de la carte des Gaules, il a publié différents ouvrages relatifs à l'histoire de la Flandre.

## Publications
- Recherches sur la ville de La Bassée et ses environs, Imprimerie de H. Carion, père, Paris, 1854 (lire en ligne).
- Études étymologiques, historiques et comparatives sur les noms des villes, bourgs et villages de département du Nord, Auguste Aubry, libraire-éditeur, Paris, 1861 (lire en ligne).
- Les Flamands à la bataille de Cassel (1328), Auguste Aubry, libraire-éditeur, Paris, 1863 (lire en ligne).
- Ordre de Malte : Les commanderies du Grand-Prieuré de France, Auguste Aubry, libraire, Paris, 1872 (lire en ligne).
- Chronique de Flandre et d'Artois par Louis Brésin : analyse et extraits pour servir à l'histoire de ces provinces de 1482 à 1560, J.B. Dumoulin, Paris, 1880.